# Il mercenario
Il mercenario (br Os Violentos Vão para o Inferno) é um filme de 1968, do género faroeste, dirigido por Sergio Corbucci.

## Sinopse
Western europeu produzido por Alberto Grimaldi, o mesmo dos filmes de Sergio Leone e superior à média do gênero. As associações e desavenças entre Sergei Kowalski, o Polaco (Nero), e o mexicano revolucionário Pacon Roman (Musante) na luta contra o latifundiário Garcia (Fajardo) e o mercenário Curly (Palance), em defesa dos oprimidos, no México, de 1917.

## Elenco
- Franco Nero: Sergei Kowalski "Polacco"
- Tony Musante: Paco Roman
- Jack Palance: Ricciolo
- Giovanna Ralli: Columba
- Franco Giacobini: Pepote
- Eduardo Fajardo: Alfonso Garcia
- Franco Ressel: Baro
- Bruno Corazzari: Studs
- Remo De Angelis: Hudo